# Bardúlia
Bardúlia és el nom antic dels territoris que formaven part del primitiu comtat de Castella, entre les actuals províncies de Burgos, Cantàbria, Àlaba i La Rioja.
El nom procedeix de la tribu preromana, probablement celta-indoeuropea, dels vàrduls, que en època preromana i romana poblaven part de la costa oriental cantàbrica.
S'especula que una possible expansió dels bascons, que van ocupar l'actual Euskadi, durant els segles vi i viii va ocasionar migracions d'aquest poble cap a aquest territori.
L'adopció del terme Castella, per referir-se a aquestes terres, data de l'any 800, en la carta fundacional de San Emeterio a Taranco de Mena, on diu "Bardulia quae nunc vocatur Castella", en català: "Bardúlia, a la que anomenarem Castella".